# Pleonexía
La pleonexía (en griego antiguo: πλεονεξία') es un concepto filosófico que se corresponde aproximadamente con la codicia o la avaricia, y puede definirse como el deseo insaciable de tener lo que legítimamente pertenece a otros o el deseo de tener más que otros, en todo. Se traduce en la práctica en tomar siempre más de lo que es legítimamente nuestro, o menos, cuando algo resulta ser ingrato.

## Conceptos griegos de pleonexía
Los filósofos griegos clásicos como Platón relacionaron la pleonexía con la justicia.
Trasímaco, en el Libro I de la República, presenta la pleonexía como un estado natural, sobre el que la justicia es una restricción antinatural.
Para Nemrod Carrasco, la pleonexía es un estado constante de insatisfacción que empuja al deseo a traspasar lo inmediato, a desear permanentemente algo más, y es capaz de hacer actuar tanto al justo como al injusto, cada uno en su deseo de alcanzar su ideal de justicia en un caso y de injusticia en el otro.
Platón tuvo la intuición de que “la renuncia a la pleonexía era solo aparente, afectaba solo a la superficie social y había ayudado a persuadir a la población de la bondad de los proyectos políticos. En realidad, debajo de esta superficie, el instinto depredador del hombre permanecía intacto, con la consecuencia de que la búsqueda de la realización de intereses particulares a través de la opresión de otros se ejercía, detrás de la pantalla aparente de la exhibición de las virtudes cívicas, en entornos de subgrupos secretos (la sinusia o sociedad secreta)."
Al discutir la filosofía de Aristóteles, que insistió en su Ética a Nicómaco que todas las acciones específicamente injustas están motivadas por la pleonexía. Kraut analiza la pleonexía y la equipara con la epichairekakia, la versión griega del schadenfreude, afirmando que inherente a la pleonexía está el atractivo de actuar injustamente a expensas de los demás. Young, sin embargo, sostiene que la simple implicación de la injusticia en el deseo de ganar cada vez más es lo que define la pleonexía, más que el deseo en sí mismo de ganar cada vez más de una manera específicamente injusta.
Thomas Hobbes la incluyó como un concepto de ley natural en su Leviatán: 

Si en este caso, al hacer la Paz, los hombres exigen para sí mismos lo que no deberían conceder a otros, lo hacen en contra de la ley precedente, que exige el reconocimiento de la igualdad natural y, por tanto, también contra la ley de la naturaleza. A los observadores de esta ley, los llamamos hombres modestos, y a los rompedores arrogantes. Los griegos llaman a la violación de esta ley πλεονεξία, es decir, el deseo de más de lo que les corresponde.

## Conceptos cristianos de la pleonexía
El término pleonexía, que es mencionado en el Nuevo Testamento en la Epístola a los colosenses 3, versículos 1 al 11 y en el Evangelio de Lucas 12, versículos 13 al 21, ha sido objeto de diversos comentarios entre los teólogos cristianos.
William Barclay describe la pleonexía como un 'amor maldito de tener', que 'perseguirá sus propios intereses con completo desprecio por los derechos de los demás, e incluso por las consideraciones de la humanidad'. La etiqueta como un vicio agresivo que opera en tres esferas de la vida. En la esfera material implica 'aferrarse al dinero y a los bienes, independientemente del honor y la honestidad'. En la esfera ética es 'la ambición que pisotea a los demás para obtener algo que no le corresponde'. En la esfera moral, es 'la lujuria desenfrenada la que se complace en lo que no tiene derecho a tomar'.
Ritenbaugh la describe como 'el egoísmo desmedido y la presunción arrogante de que los demás y las cosas existen para el beneficio de uno mismo'. La fe cristiana equipara la pleonexía con la idolatría, porque reemplaza a Dios por el interés por sí mismo y el interés material por las cosas.

## En sociología
El término fue utilizado por los sociólogos alemanes Ferdinand Tönnies y Arnold Gehlen, entre otros, para criticar la “volatilidad” de las formas fugaces de la opinión pública.